# Hardy Fuß
Hardy Fuß (* 5. Mai 1955 in Frechen) ist ein ehemaliger deutscher Politiker und ehemaliger Landtagsabgeordneter (SPD). Der SPD gehörte Fuß seit 1973 an. Er war in zahlreichen Parteigremien und Mandaten tätig. 2008 beendete Fuß seine politische Tätigkeit und legte infolge der Kölner Spendenaffäre alle Mandate und Parteiämter nieder. Noch während der Verbüßung einer Haftstrafe wurde er im Immobilienmarkt als Projektentwickler, Immobilienmakler im IVD und DEKRA-Sachverständiger für Immobilienbewertung tätig.

## Beruflicher Werdegang
Nach dem Abitur im Frechener Gymnasium studierte Hardy Fuß Politikwissenschaften, Geschichte und Philosophie an der Universität Köln. Anschließend übte er freie Beschäftigungen in der Öffentlichkeitsarbeit und im Verlagswesen aus. Am Neusser Privat-Internat „Paedagogium Wisniewski“ arbeitete Fuß als Lehrer für Philosophie und Deutsch. Von 1982 bis 1995 war er als Referent von Klaus Lennartz † und zuletzt als Wissenschaftlicher Mitarbeiter im Deutschen Bundestag tätig. Von 1995 bis 2002 war Fuß bei verschiedenen Firmen (z. B. Trienekens AG) im Umweltbereich (UTG Gesellschaft für Umwelttechnik GmbH und ISIS Service GmbH) als Angestellter und Geschäftsführer tätig. Von 2002 bis 2012 arbeitete er als selbständiger Unternehmensberater für Firmen, die sich mit Nachhaltigkeitsprojekten und politischer Unternehmenskultur befassten. Seine Zeit als Unternehmensberater beschloss er als Alleingesellschafter und Generalbevollmächtigter der AMBIVA Unternehmensberatung GmbH, wickelte seine GmbH ab und wandte sich dem Immobilienbereich zu.
Seit 2012 ist Fuß als Projektentwickler (mit Maklererlaubnis) im Immobilienbereich tätig mit Schwerpunkt Sozialimmobilien sowie Konversions-Immobilien. Zu seinen Geschäftsfeldern gehören insbesondere die Aufwertung von Industrie- und Gewerbebrachen und ungenutzten Eisenbahnflächen sowie die Entwicklung nachhaltiger Sozialimmobilien. Im April 2012 nahm er als einziger deutscher Preisträger für seinen Bauherrn den „Green Building Award 2012“ für nachhaltiges Bauen der Europäischen Kommission in Empfang. Die Auszeichnung wurde für zwei besonders nachhaltige Kindertagesstätten in Hürth (Rheinland) verliehen, an deren interdisziplinärer Entwicklung Fuß maßgeblich beteiligt war. Seit 2018 ist Fuß auch DEKRA-zertifizierter Sachverständiger für Immobilienbewertung.

## Politischer Werdegang
Seit dem 16. Lebensjahr engagierte sich Fuß in der SPD, zuerst in der Kommunalpolitik, dann im Kreistag und im Landtag. Von 2000 bis 2005 war Fuß Mitglied des Landtags des Landes Nordrhein-Westfalen und dort im Umweltausschuss und im Verkehrsausschuss. Er wurde im Wahlkreis 013 Erftkreis III (Frechen, Hürth, Pulheim) direkt gewählt. Die folgende Landtagswahl verlor er in Folge des Kölner Müllskandals gegen Rita Klöpper von der CDU. Von 1985 bis Januar 2009 war er Mitglied des Kreistages des Rhein-Erft-Kreises und von 2000 bis 2008 Vorsitzender der SPD-Kreistagsfraktion. Von 1979 bis 2009 Mitglied des Rates seiner Heimatstadt Frechen und dort von 1988 bis 2000 Vorsitzender der SPD-Ratsfraktion. Er ist Träger des Ehrenringes und der Ehrennadel der Stadt Frechen. Fuß hat sich nach eigenen Angaben gern für die Verzahnung von kommunaler und privater Wirtschaft engagiert. Er war Mitglied des Verwaltungsrates der Kreissparkasse Köln, Gründungsmitglied des Aufsichtsrates der Stadtmarketing Frechen GmbH, Gründungsmitglied und stv. Aufsichtsratsvorsitzender der Stadtentwicklungsgesellschaft Frechen GmbH und Vorsitzender des Aufsichtsrates der Stadtbetrieb Frechen GmbH, ein gemischtwirtschaftliches Unternehmen, das der Stadt Frechen und dem größten deutschen Entsorger, Remondis, zu gleichen Teilen gehört.

## Müllskandal
Fuß war in den Kölner Müllskandal verwickelt. Von Januar 2011 bis April 2012 verbüßte er im Offenen Vollzug eine wegen guter Führung auf 15 Monate verkürzte Haftstrafe von zwei Jahren und drei Monaten wegen Beihilfe zur Untreue, zu der ihn das Kölner Landgericht im Jahr 2008 nach einem sechsjährigen Wirtschaftsstrafverfahren verurteilt hatte. Fuß war gegen das Urteil bis zu höchsten Instanz vorgegangen – vergeblich: Der Bundesgerichtshof (BGH) bestätigte 2010 das Urteil; eine Beschwerde beim Bundesverfassungsgericht gegen die Entscheidung des BGH wurde nicht angenommen. Das Verfahren kostete Fuß die politische Karriere, fiel ihm aber zumindest finanziell nicht zur Last: Die Prozess- und Gutachterkosten in Millionenhöhe musste er nicht bezahlen. Fuß hatte dabei geholfen, für die Trienekens AG (an der zu dieser Zeit die RWE Umwelt AG beteiligt war) schwarze Kassen in der Schweiz anzulegen.